# 出軌的話就死定了
《出軌的話就死定了》，為韓國KBS 2TV於2020年12月2日起播出的水木連續劇，由《我的黃金光輝人生》的金亨碩導演與《推理的女王》系列的李承敏編劇合作打造。此劇講述離婚專業律師韓宇成（高俊飾）與犯罪小說家姜汝珠（曹如晶飾）簽訂婚約以及「放棄身體契約書」，若出軌的話身體所有權將自動轉讓給妻子的浪漫喜劇故事。

## 演員陣容

### 主要人物
| 演員                    | 角色                       | 介紹 | 香港配音 |
| 曹如晶 （少年：姜睿序） | 姜汝珠（港版譯為：姜如珠） | 一個在作品裡三四頁就有一人死去的推理小說作家，特別會對給出軌的男子殘酷懲罰。由於她的腦子裏只有如何殺人、殺人後如何偽裝成自殺或意外，因此露臺上沒有美麗的花朵而是長出了毒蘑菇，家裏到處是各種殺人工具。她專家裏學習用化學方法製作毒藥，令人懷疑是否真的為了寫作之用。但是與小說不同，她的日常生活很平靜和幸福，她的年下律師丈夫被稱為「國民丈夫」，家庭條件非常優越。雖然汝珠所寫的小說都成了暢銷書，但最近無法寫出新小說而經歷低谷期，目前正在尋找有能力的助攻，投入新的作品。                                                          | 王綺婷   |
| 高俊                    | 韓宇成                     | 成功的離婚律師。早上晨跑時，他都穿着熨得很好的T恤和最新流行的運動服，但不是為了健康，而是為了管理身材而運動。但是，對於在街上的露宿者來說，他是一個情深意切的男人，甚至可以脫掉自己昂貴的西裝和皮鞋幫助他們。因為他心軟的性格，所以經常給別人提供免費服務，令律師事務所長嘮叨不休。為了和汝珠結婚，他甚至寫下了放棄身體的保證書，談了一場轟轟烈烈的戀愛。至今他依然熱愛妻子，在下班後站在前門，拍打衣服上的灰塵，重新梳理頭髮，灑上香水後才進入家裡。這樣做的理由是，仍然想成為妻子性感的丈夫，因此，他在別人眼中是完美的「國民丈夫」。 | 袁德基   |
| 金永大                  | 車秀浩                     | 在汝珠家附近的便利店打工的英俊青年，因爸爸自他出生時就不斷朗讀《獨立宣言》，因此成為了愛國英才，如果他出生在1500年代就會坐過龜船、出生於1900年代，就會向朝鮮總督府投擲炸彈。每當國慶日，他都會掛上太極旗，在練歌房也會唱國歌，連最後一節也完整地唱完。（由演員金永大開設的車秀浩的Instagram帳戶） | 簡懷甄   |
| 妍雨                    | 高未來                     | 22歲的清純女大學生，留著一頭長髮，即使沒有化妝臉上也閃閃發光，隱藏的富家女的身分。雖然她的專業是美術，但是不想成為畫家或教授，只想過平凡而又不顯眼的生活。因此，雖然她不穿華麗的衣服或化妝，但周圍的男人總是熙熙攘攘。每當有人申請約會時，她都會有禮貌地拒絕，心裏蔑視著追在女人屁股後面的男人。 | 成樂怡   |

### 汝珠與宇成周邊人物
| 演員   | 角色   | 介紹 | 香港配音 |
| 宋鈺宿 | 廉珍玉 | 汝珠和宇成家的保姆，自年輕時就開始在富人家裏做幫傭。她自汝珠六歲起就在她家裡幫忙，對於早年失去媽媽的汝珠來說，她就像媽媽一樣是世上唯一能理解汝珠的人。                                                                                       | 黃鳳英   |
| 鄭尚勳 | 孫鎮浩 | 宇成的好友，律師事務所事務長。雖然準備司法考試，但心愛的女人懷孕了，所以放棄了司法考試而選擇了結婚。因為他不是經濟上很有能力，所以總是對妻子感到抱歉。因此，他會把省下咖啡錢攢下的應急資金交給妻子，並因為妻子不買一件衣服而感到傷心。       | 郭湛深   |
| 李世娜 | 尹敏熙 | 鎮浩的妻子，看見丈夫放棄司法考試，在後輩的律師辦公室工作時總是怪自己，覺得對不起丈夫。她因每年因不斷增長的育兒成本和租金而擔憂不已，就算家境困難也不能跟丈夫說。因為她總是看別人的臉色，所以經常懷疑是不是因為丈夫要與她結婚而把人生搞砸了。 | 顧詠雪   |
| 金智勳 | 孫東浩 | 鎮浩和敏熙的兒子，雖然年紀小，但偶爾也會給大人們忠告。 | 成樂怡   |

### 電視台
| 演員   | 角色   | 介紹 | 香港配音 |
| 洪洙賢 | 白秀晶 | 因擁有像清潭洞兒媳一樣高級、善良的形象，過去曾是韓流明星獲得過很高的人氣，因為不為人知的原因突然去了美國。回韓國後，她作為晨間節目的主持人活躍著。 | 莊巧兒   |
| 孔尚雅 | 吳賢貞 | 秀晶主持的晨間情報節目《早間美談》主編，對強者屈從、對比自己地位低的人經常刁難的雙面人，希望宇成以固定嘉賓的身份參加自己的新節目。                 | 羅婉楓   |
| 俞俊洪 | 金德基 | 秀晶的經紀人。 | 陳啟幟   |

### 瑞東警察局
| 演員   | 角色   | 介紹 | 香港配音 |
| 李施彥 | 張承哲 | 重案組刑警，雖然他是最好的刑警，但卻是個差勁的丈夫。因為與妻子的性格太不一樣，最近他處於不愛說話的境地。即使這樣也不想離婚，雖然為了改善關係而努力，但並不容易。他與看起來不像女人，但能夠理解對方一切的世珍在一起時感到更自在。                                           | 陳健豪   |
| 金叡園 | 安世珍 | 承哲的同事，警察局唯一的重案組女刑警。雖然比承哲年紀小，但因為是同屆生，所以一直不說敬語。因與承哲是長期合作伙伴，所以彼此之間沒有什麼不知道的，甚至比他的妻子一起度過了更多的夜晚。她對結婚沒有信心，似乎沒有男人能理解她的生活，看到承哲的婚姻生活，感到不結婚反而更好。 | 梁佩瑤   |
| 李太亨 | 洪承煥 | 重案組組長，與記者出身的汝珠相熟。他以優柔寡斷的性格，在2020年仍然堅持1980年代的調查方式。由於晉升在即，迫切希望今年能平安度過。 | 郭俊廷   |

### 迪奧維爾出版社
| 演員   | 角色   | 介紹 | 香港配音 |
| 金秀珍 | 楊真善 | 出版社代表，與汝珠長期共事的好朋友。她威脅連續3年出版不了新書的汝珠，說如果今年內不出新書，她會提起訴訟。 | 簡森     |
| 宋勝荷 | 羅宥利 | 出版社代理，她敏捷的處事方式受到了真善的青睞，在汝珠的家附近種下了很多監視汝珠的「間諜」。                | 莫曉晴   |

### 其他人物
| 演員   | 角色       | 介紹 | 香港配音 |
| 吳珉錫 | 馬東均     | 國情院科長。在涉及國家機密的機關國情院，他是最神秘的男人。由於性格冷靜，同事們也不願意與他共事。臉上的燒傷疤痕和像蛇一樣冰冷的眼神，讓人看着就心驚膽戰心驚。 | 陳啟幟   |
| 金度贤 | 南基龍     | 韓國最好的政治顧問，在只有第一名才能生存的冷酷的政治中，以自己的力量讓總統也成功當選。                                                                       | 周鑫霆   |
| 韓秀妍 | 朴慧京     | 宇成的研修院同學兼競爭者，在審判中經常與對方見面的律師。她以高勝訴率讓大型律師事務所L&S業務蒸蒸日上。                                                        | 陳子瑩   |
| 金正八 | 裴正植     | 秀晶住的Officetel管理所長，總是堅持9點準時上班，6點準時下班。由於性格暴躁，與妻子關係不好，分居多時。                                                        | 何家裕   |
| 裴盧麗 | 嚴智恩     | 國情院特工。 | 羅婉楓   |
| 許在浩 | 政浩       | 國情院特工。 | 郭俊廷   |
| 車熙   | 崔珠京     | 高未來的隨行秘書。 | 莊巧兒   |
| 安秀彬 |            | 裴正植的下屬 | 莫曉晴   |
| 李允尚 | 黨代表     | 南基龍所屬政黨的黨代表。 | 陳健豪   |
| 李泰九 | 泰久       | 重案組刑警，有一名女友。 | 潘昀雋   |
| 金允珠 | 孫恩敬     | 韓宇成的客戶，經常拖欠律師費。 | 顧詠雪   |
| 裴恩宇 | 普拉提老師 | | 陳子瑩   |
| 朴正佑 | 陳秘書     | | 周鑫霆   |
| 崔政宇 | 朴在根     | 國會議員，韓宇成的大選對手。 | 陈健豪   |
| 全秀卿 | 尹亨淑     | 白秀晶的經理人公司代表 | 黄凤儿   |
| 洪成德 |            | 白秀晶的親生父親 | 周鑫霆   |
| 金施賢 | 周民宰     | 姜如珠的第一任丈夫 | 陈汉祺   |
| 李帝淵 | 徐在河     | 高未来的丈夫 | 陈成港   |
| 元賢俊 |            | 曾經監視姜如珠的特工 | 何伟诚   |
| 趙煥基 |            | 《想知道真相》的導演 | 陳漢祺   |
| 金珉賞 | 郭正文     | 私家偵探。 | 黎家希   |
| 金雨恩 |            | 綠色常春藤會長 | 莫曉晴   |

## 收視率
| 集數       | 集數       | 播出日期   | AGB收視率        | AGB收視率      |
| 集數       | 集數       | 播出日期   | 大韓民國（全國） | 首爾（首都圈） |
| ---------- | ---------- | ---------- | ---------------- | -------------- |
| 1          | 1部        | 2020/12/02 | 4.1%             | 4.2%           |
| 1          | 2部        | 2020/12/02 | 5.8%             | 6.2%           |
| 2          | 1部        | 2020/12/03 | 4.3%             | 4.5%           |
| 2          | 2部        | 2020/12/03 | 5.8%             | 6.3%           |
| 3          | 1部        | 2020/12/09 | 3.3%             |                |
| 3          | 2部        | 2020/12/09 | 4.5%             |                |
| 4          | 1部        | 2020/12/10 | 4.3%             | 4.8%           |
| 4          | 2部        | 2020/12/10 | 5.2%             | 5.8%           |
| 5          | 1部        | 2020/12/16 | 2.7%             |                |
| 5          | 2部        | 2020/12/16 | 4.1%             |                |
| 6          | 1部        | 2020/12/17 | 3.2%             |                |
| 6          | 2部        | 2020/12/17 | 3.9%             |                |
| 7          | 1部        | 2020/12/23 | 2.9%             |                |
| 7          | 2部        | 2020/12/23 | 3.8%             |                |
| 8          | 1部        | 2020/12/30 | 2.4%             |                |
| 8          | 2部        | 2020/12/30 | 3.6%             |                |
| 9          | 1部        | 2021/01/06 | 2.4%             |                |
| 9          | 2部        | 2021/01/06 | 3.1%             |                |
| 10         | 1部        | 2021/01/07 | 2.9%             |                |
| 10         | 2部        | 2021/01/07 | 3.0%             |                |
| 11         | 1部        | 2021/01/13 | 2.6%             |                |
| 11         | 2部        | 2021/01/13 | 3.4%             |                |
| 12         | 1部        | 2021/01/14 | 2.8%             |                |
| 12         | 2部        | 2021/01/14 | 3.1%             |                |
| 13         | 1部        | 2021/01/20 | 2.3%             |                |
| 13         | 2部        | 2021/01/20 | 3.5%             |                |
| 14         | 1部        | 2021/01/21 | 2.5%             |                |
| 14         | 2部        | 2021/01/21 | 3.0%             |                |
| 15         | 1部        | 2021/01/27 | 3.0%             |                |
| 15         | 2部        | 2021/01/27 | 4.6%             |                |
| 16         | 1部        | 2021/01/28 | 3.3%             |                |
| 16         | 2部        | 2021/01/28 | 4.0%             |                |
| 平均收視率 | 平均收視率 | 平均收視率 | 3.54%            | －             |

- 收視最低的集數以藍色表示，收視最高的集數以紅色表示，而空格則表示該集的收視沒有相關數據。

## 同時段作品

### 同時段競爭作品
- JTBC 水木迷你連續劇：《Run On》

### 同一劇集時段作品
- MBC 水木迷你連續劇：《愛我的間諜》
- tvN 水木連續劇：《九尾狐傳》、《女神降臨》

## 提名及獲獎列表
| 年度   | 頒獎典禮    | 獎項                          | 入圍者         | 結果 |
| 2020年 | KBS演技大獎 | 女子最優秀演技獎              | 曹如晶         | 提名 |
| 2020年 | KBS演技大獎 | 迷你電視劇部門 男子優秀演技獎 | 高俊           | 提名 |
| 2020年 | KBS演技大獎 | 迷你電視劇部門 女子優秀演技獎 | 曹如晶         | 獲獎 |
| 2020年 | KBS演技大獎 | 男子配角獎                    | 鄭尚勳         | 提名 |
| 2020年 | KBS演技大獎 | 男子新人獎                    | 金永大         | 提名 |
| 2020年 | KBS演技大獎 | 最佳情侶獎                    | 曹如晶 ＆ 高俊 | 獲獎 |
| 2020年 | KBS演技大獎 | 男子人氣獎                    | 高俊           | 提名 |
| 2020年 | KBS演技大獎 | 男子人氣獎                    | 金永大         | 獲獎 |
| 2020年 | KBS演技大獎 | 女子人氣獎                    | 妍雨           | 提名 |
| 2020年 | KBS演技大獎 | 女子人氣獎                    | 曹如晶         | 提名 |

## 外部連結
- 韓國KBS官方網站
- NAVER上《出軌的話就死定了》的資料
- Daum上《出軌的話就死定了》的資料

| KBS2 水木劇                                               | KBS2 水木劇                                       | KBS2 水木劇 |
| --------------------------------------------------------- | ------------------------------------------------- | ----------- |
|                                                           | 出軌的話就死定了 （2020年12月2日－2021年1月28日） |             |
| Do Do Sol Sol La La Sol （2020年10月7日－2020年11月26日） | 你好？是我！ （2021年2月17日－2021年4月8日）      |             |

| 全世界 KBS World 星期四、五 22:10 - 23:20（UTC+9） | 全世界 KBS World 星期四、五 22:10 - 23:20（UTC+9） | 全世界 KBS World 星期四、五 22:10 - 23:20（UTC+9） |
| -------------------------------------------------- | -------------------------------------------------- | -------------------------------------------------- |
|                                                    | 出軌的話就死定了 （2020年12月10日－2021年2月5日）  |                                                    |
| 出師表 （2020年7月2日－2020年8月21日）             | 大發不動產 （2021年4月15日 - 2021年6月11日）       |                                                    |

| 香港 Now劇集台 星期一至五 21:00 - 22:00  | 香港 Now劇集台 星期一至五 21:00 - 22:00            | 香港 Now劇集台 星期一至五 21:00 - 22:00 |
| ---------------------------------------- | -------------------------------------------------- | --------------------------------------- |
|                                          | 出軌的話就死定了 （2021年4月23日 - 2021年5月24日） |                                         |
| Kairos （2021年3月19日 - 2021年4月22日） | Train （2021年5月25日 - 2021年6月14日）            |                                         |